# الخالد (تانک)
الخالد تانک اصلی میدان نبرد است که به طور مشترک توسط پاکستان و چین در دهه ۱۹۹۰ و بر اساس تانک چینی تایپ ۹۰ ساخته شده است. نمونه اولیه این تانک توسط شرکت صنایع شمال چین (نورینکو) با نام MBT-2000 ساخته شد و نورینکو نیز این تانک را برای صادرات ارائه نمود. ارتش بنگلادش در سال ۲۰۱۱ چهل و چهار دستگاه MBT-2000 را از چین سفارش داد. حدود ۳۱۰ تانک الخالد در سال ۲۰۱۴تولید شد. MBT-2000 نورینکو نیز توسط ارتش سلطنتی مراکش استفاده می شود. این تانک توسط ارتش پرو به عنوان یک خرید احتمالی مورد بررسی قرار گرفت، اما به دلیل مشکلات مالی روند خرید آن لغو شد.
این تانک با استفاده از یک خدمه سه نفره و مسلح به یک توپ ۱۲۵ میلیمتری که به طور خودکار بارگیری می شود است. تانک از سیستم کنترل آتش و تجهیزات دید در شب استفاده می کند. الخالد به نام فرمانده مسلمان قرن هفتم خالد بن ال ولید (۵۹۲-۶۴۲ میلادی) نامگذاری شده است.
نوع تولید فعلی الخالد از یک موتور دیزلی و گیربکس تهیه شده توسط دفتر طراحی KMDB در اوکراین استفاده می کند. اولین مدل های تولیدی در سال ۲۰۰۱ در ارتش پاکستان وارد خدمت شدند. این کشور به اوکراین دستور داد تا با موتور جدید تانک ها را تقویت نماید.